# Newell (Pensilvânia)
Newell é um distrito localizado no estado norte-americano de Pensilvânia, no Condado de Fayette.

## Demografia
Segundo o censo norte-americano de 2000, a sua população era de 551 habitantes.
Em 2006, foi estimada uma população de 525, um decréscimo de 26 (-4.7%).

## Geografia
De acordo com o United States Census Bureau tem uma área de
2,0 km², dos quais 1,6 km² cobertos por terra e 0,4 km² cobertos por água.

## Localidades na vizinhança
O diagrama seguinte representa as localidades num raio de 4 km ao redor de Newell.